# Північний (Миколаїв)
Північний — мікрорайон у Центральному районі міста  Миколаєва. Розташований між мікрорайоном Соляні (проспект Героїв України) та селищем Тернівка, омивається річкою Інгул. Це екологічно чистий район із розвиненою інфраструктурою.

## Вулиця
У мікрорайоні «Північний» єдина головна вулиця — Архітектора Старова, названа на честь відомого архітектора міста Миколаєва Івана Старова.

## Інфраструктура
- Середня загальноосвітня школа І—ІІ ступенів № 64[1];
- дитячий дошкільний навчальний заклад № 1 «Північне сяйво»;
- ринок;
- крамниці.
- аптеки;
- перукарні;
- фітнес-клуб «Атлантик-Саффарі» (тренажерний зал, кардіозали);
- фітнес-клуб «Sport House» (зал для групових тренувань, тренажерний зал).

Мікрорайон активно забудовується і упорядковується. Планується відкриття амбулаторії з наданням медичної допомоги європейської якості.

## Транспорт
З мікрорайону «Північний» є можливість дістатися у будь-яку частину міста, так як у мікрорайоні розташована кінцева зупинка громадського транспорту.
Автобусні маршрути (маршрутні таксі):
- № 1 (Мікрорайон «Північний» — Завод «Океан»)
- № 26 (Мікрорайон «Північний» — Кульбакине)
- № 56 (Мікрорайон «Північний» — Мікрорайон «Намив»)
- № 87 (Мікрорайон «Північний» — Широка Балка).

Тролейбусні маршрути:
- № 1 (Мікрорайон «Північний» — «Кульбакине») — маршрут відкритий 6 грудня 2024 року, який обслуговують тролейбуси з автономним ходом[3][4]);
- № 6 (Мікрорайон «Північний» — Вул. З-тя Воєнна)
- № 7 (Мікрорайон «Північний» — Вул. Курортна
- № 7А (мікрорайон «Північний» — Вокзал Миколаїв-Вантажний)
- № 9 (Мікрорайон «Північний» — Вокзал Миколаїв-Пасажирський) — маршрут відновлено з 18 вересня 2015 року[5][6]).